# Bodrogvári Ferenc
Bodrogvári Ferenc (Bezdán, 1935. június 22. – Szabadka, 1980. május 31.) filozófus, egyetemi tanár; a filozófiai tudományok doktora (1975).

## Életpályája
Az általános iskolát Bezdánban, a tanítóképzőt Szabadkán végezte el (1953). 1951–1952 között Szerbia ifjúsági úszóbajnoka volt 400 méteren. 1953–1956 között Telecskán, 1957–1961 között pedig a bezdáni általános iskolában oktatott. Magánúton tanulmányokat folytatott a belgrádi Bölcsészettudományi Karon, ahol 1961-ben diplomázott. Ezután a szabadkai Munkásegyetemen a pedagógiai kutatócsoport vezetője lett; munkatársként, tanácsosként a szabadkai és az újvidéki Pedagógiai Intézetben is dolgozott. A Munkásegyetem után a szabadkai tanítóképzőben (1961–1973) filozófiát, logikát, pedagógiát és pszichológiát oktatott. 1963-tól jelentek meg cikkei és tanulmányai. 1967–1971 között a Zrenjanini Tanárképző tanára is volt. 1971–1977 között az Oktatás és Nevelés felelős szerkesztője volt. 1973-ban bölcsészdoktori címet szerzett az Eötvös Loránd Tudományegyetemen. 1973-ban a Szabadkai Tanítóképző átalakult Pedagógiai Főiskolává, melynek főiskolai tanára lett. 1974–1975 között tanársegéd volt a Szabadkai Közgazdasági Karon. 1975–1976 között az újvidéki Marxista Kutatási Központ munkatársa volt. 1976–1980 között docens volt az újvidéki Bölcsészettudományi Kar Filozófia-Szociológia Tanszékén.
1975-ben a belgrádi Bölcsészeti Karon Az értékek negatív átértékelése című doktori értekezésében Herbert Marcuse-nak tanait elemezte. Munkája Negacija i humanitet címmel szerb nyelven, Belgrádban jelent meg. Tanulmányozta Mannheim Károly elméletét, tudásszociológiáját is. Az Üzenet szerkesztőségének tagja volt.

## Családja
Szülei: Bodrogvári Ferenc (?-1944) lakatos és Kedves Katalin voltak. 1962-ben házasságot kötött Varga Gyöngyi egészségügyi technikussal. Két gyermekük született: Zsolt (1971) és Csilla (1974).

## Művei
- A negatív átértékelés
- A szociológia alapjai
- A marxizmus alapjai
- Bevezetés a szociológiába (tankönyv, 1968; 2. kiadás: 1970)
- A humanista értékek lehetőségei a modern társadalomban (1970-1972)
- Pedagógia és elidegenedés (tanulmány, Szabadka, 1980)
- Szocialista országok marxizmusa (antológia, 1980)
- Érték és utópia (tanulmány, Újvidék, 1983)

## Díjai
- Sámán-díj (1979)

## Emlékezete
- 1980-ban díjat neveztek el róla.